# Jenny de La Guillonnière
Jenny de La Guillonnière est une poétesse française.

## Œuvres
- Ombres comparses, Aurillac, Gerbert, 1976. 61 p.
- Par oubli et par cœur, Aurillac, Gerbert, 1976, 70 p.
- Apparence et transparence. Poèmes, Aurillac, Gerbert, 1980, 94 p. : prix Paul Verlaine de l'Académie française en 1981[1]
- Constats. Essai, préface de Jacques Chabannes, Aurillac, Gerbert, 1984, 173 p.
- De folle sagesse. Poèmes, Aurillac, Gerbert, 1989, 140 p.
- Sors de l'ombre. Récit, Aurillac, Gerbert, 1994, 165 p.
- Médaillons et contes, Sainte-Geneviève-des-Bois, Maison rhodanienne de poésie, 2002, 72 p. (collection : Rencontres artistiques et littéraires)

## Pour approfondir